# Рыбаков, Виктор Васильевич
Виктор Васильевич Рыбаков — советский государственный и хозяйственный деятель.

## Биография
Родился в 1926 году. Член КПСС с 1960 года.
С 1951 года — на хозяйственной работе.
В 1951—1989 гг.:
- инженер-конструктор, начальник цеха, начальник отдела, заместитель главного инженера, главный инженер, директор ЛЭМЗ,
- генеральный директор производственного объединения «Ленинградский электромеханический завод»
- заместитель, первый заместитель министра приборостроения, средств автоматизации и систем управления СССР.

За разработку малогабаритной электронной управляющей машины и управляющих вычислительных комплексов типа УМ1-HX и внедрение их в первые цифровые управляющие системы в различных отраслях народного хозяйства был в составе коллектива удостоен Государственной премии СССР в области техники 1969 года.
Умер в 2010 году.

## Награды
- Орден Ленина
- Орден Октябрьской Революции
- Орден Трудового Красного Знамени
- Орден Дружбы народов
- Орден Знак Почёта